# Discantenna
Discantenna is een geslacht van mosdiertjes uit de familie van de Plagioeciidae en de orde Cyclostomatida. De wetenschappelijke naam ervan werd in 2010 voor het eerst geldig gepubliceerd door Dennis Gordon & Paul Taylor.

## Soorten
- Discantenna metallica Grischenko, Gordon & Melnik, 2018
- Discantenna tumba Gordon & Taylor, 2010